# Лідія Махубу
Лідія Пінділе Махубу (англ. Lydia Phindile Makhubu; нар. 1 липня 1937) — есватінська хімік, професорка. Колишня декан і віце-канцлер Університету Свазіленду.

## Життєпис
Лідія Махубу народилася 1 липня 1937 в місії Усуту в Свазіленді (зараз Есватіні). Її батьки були вчителями, але батько також працював в санаторіях. Її ранній вплив на медицину мав великий вплив на її вибір кар'єри; вона спочатку хотіла стати лікарем, але потім перейшла на захоплення точними науками, в основному хімією.

### Кар'єра
Махубу закінчила Коледж Пія XII (нині Національний університет Лесото) в Лесото, отримавши ступінь бакалавра. У 1963 році вона отримала ступінь магістра з органічної хімії в Альбертському університеті в 1967 році, наступним кроком стало отримання докторського ступеня з медичної хімії в Торонтському університеті в 1973 році, таким чином Лідія стала першою жінкою в Свазіленді, яка одержала докторський ступінь.
Вона повернулася на батьківщину і приєдналася до Університету Свазіленду, ставши викладачем хімічного факультету в 1973 році та деканом з 1976 по 1980, старшим викладачем у 1979, професором і віце-канцлером з 1988 по 2003. Дослідження Махубу зосереджувалися на медичних ефектах рослин, що використовуються традиційними лікарями Свазіленду.
З моменту створення Третьої світової організації жінок у науці, яка надає стипендії для аспірантури, з 1993 року по 2005 рік Махубу була президентом організації. Вона була першою жінкою головою виконавчого комітету Association of Commonwealth Universities. Вона також працювала в багатьох інших організаціях, таких як Консультативний комітет ООН з питань науки і технологій для розвитку.
Лідія Махубу отримала численні гранти та відзнаки, найбільший з яких грант «Фонду Макартуров» (1993–1995), та почесні докторські звання різних університетів, у тому числі і доктора законів в Університеті Святої Марії в 1991 році.

### Особисте життя
Лідія вийшла заміж за хірурга Даніеля Мбатха; в них є син і дочка.